# (6312) Робхайнлайн
(6312) Робхайнлайн (англ. Robheinlein) — астероид главного пояса, который был открыт 14 сентября 1990 года американским астрономом Генри Хольтом в Паломарской обсерватории и назван в честь известного американского писателя-фантаста Роберта Хайнлайна.